# Agouti ponctué
Dasyprocta punctata · Agouti à points
Espèce
Statut de conservation UICN

 LC  : Préoccupation mineure
Statut CITES
L'Agouti ponctué (Dasyprocta punctata) est une espèce de rongeur de la famille des Dasyproctidae qui se rencontre en Amérique du Sud et centrale du sud du Mexique au nord de l'Argentine, et qui a été introduit aux îles Caïmans, se trouve également dans la faune sauvage de l’Équateur.
Cette espèce a été décrite pour la première fois en 1842 par le zoologiste britannique John Edward Gray (1800-1875).

## Dénominations
- Nom scientifique : Dasyprocta punctata Gray, 1842
- Noms vulgaires (vulgarisation scientifique) : Agouti ponctué[2],[3] ou Agouti à points[4].
- Nom vernaculaire (langage courant), pouvant désigner aussi d'autres espèces : agouti.

## Description
Dasyprocta punctata mesure de 40 à 62 cm avec une queue de un à 3,5 cm, pour un poids compris entre 1,3 et 4 kg. Son corps, élancé, est orange clair mêlé de nuances brunes ou noirâtres sur le dos. Le ventre est blanc ou jaunâtre.

## Régime alimentaire
Dasyprocta punctata est essentiellement frugivore et enterre régulièrement des provisions, ce qui le rend utile à la dispersion des espèces végétales.

## Liste des sous-espèces
Selon Mammal Species of the World (version 3, 2005)  (16 mai 2013), ce mammifère est représenté par 19 sous-espèces :
- Dasyprocta punctata bellula ;
- Dasyprocta punctata boliviae ;
- Dasyprocta punctata callida ;
- Dasyprocta punctata chiapensis ;
- Dasyprocta punctata chocoensis ;
- Dasyprocta punctata columbiana ;
- Dasyprocta punctata dariensis ;
- Dasyprocta punctata isthmica ;
- Dasyprocta punctata nuchalis ;
- Dasyprocta punctata pallidiventris ;
- Dasyprocta punctata pandora ;
- Dasyprocta punctata punctata ;
- Dasyprocta punctata richmondi ;
- Dasyprocta punctata underwoodi ;
- Dasyprocta punctata urucuma ;
- Dasyprocta punctata variegata ;
- Dasyprocta punctata yucatanica ;
- Dasyprocta punctata yungarum ;
- Dasyprocta punctata zamorae.